# Постниково (Ярцевский район)
По́стниково — деревня в Смоленской области России, в Ярцевском районе. Население — 135 жителей (2007 год). Расположена в центральной части области в 13 км к северо-востоку от Ярцева, в 4,5 км к северу от автодороги М1 «Беларусь», на левом берегу реки Ведоса. 
Входит в состав Суетовского сельского поселения.

## Экономика
Средняя школа, фермерское хозяйство.

## Достопримечательности
Памятники археологии местного значения:
- Городище в 2 км к северо-востоку от деревни на правом берегу реки Ведоса. Относится к городищам днепро-двинских племён 2-й половины 1-го тысячелетия до н.э.
- Селище в 1,5 км к северу от деревни. Было заселено во второй половине 1-го тысячелетия н.э.